# Цветль (округ)

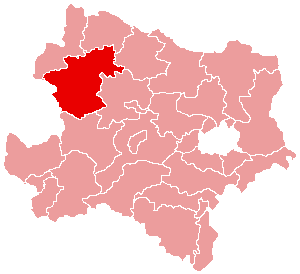

Цветль (нем. Bezirk Zwettl) — округ в Австрии. Центр округа — город Цветль. Округ входит в федеральную землю Нижняя Австрия. Занимает площадь 1.399,76 км². Население 45 635 чел. Плотность населения 33 человека/кв.км.
Официальный код округа AT124.

## Общины
1. Аллентштейг
2. Альтмелон
3. Арбесбах
4. Бернкопф
5. Вальдхаузен
6. Гёпфриц-ан-дер-Вильд
7. Графеншлаг
8. Грос-Герунгс
9. Гросгёттфриц
10. Гутенбрун
11. Заллингберг
12. Кирксхлаг
13. Коттес-Пурк
14. Лангшлаг
15. Мартинсберг
16. Оттеншлаг
17. Пёлла
18. Раппоттенштайн
19. Траунштайн
20. Фрауэндорф
21. Цветль
22. Швайггерс
23. Шварценау
24. Шёнбах
25. Эксенбах

## Города и общины
1. Аллентштейг